# Justicia caerulea
Justicia caerulea är en akantusväxtart som beskrevs av Peter Forsskål. Justicia caerulea ingår i släktet Justicia och familjen akantusväxter. Inga underarter finns listade i Catalogue of Life.